# Angus Ogilvy
Sir Angus Ogilvy, né le 14 septembre 1928 à Londres et mort le 26 décembre 2004 à Kingston upon Thames, est un homme d'affaires britannique, issu de la famille écossaise des comtes d'Airlie. Il a épousé en 1963 la princesse Alexandra de Kent, cousine germaine de la reine Élisabeth II.

## Biographie
Angus Ogilvy est le deuxième fils de David Ogilvy (12e comte d'Airlie), et de son épouse Alexandra Coke. Son grand-père maternel est Thomas Coke, 3e comte de Leicester. Sa grand-mère paternelle, Mabell Ogilvy est une amie proche et dame de compagnie de la reine Mary de Teck, tandis que son père sert comme lord-chambellan auprès du roi George V et de la reine Élisabeth.
Angus Ogilvy étudie au collège d'Eton, avant de poursuivre ses études au Trinity College de l'université d'Oxford. Il sert comme officier dans les Scots Guards de 1946 à 1948. Il sort diplômé d'Oxford en 1950 et commence à travailler dans l'immobilier, ayant été repéré par l'homme d'affaires Harley Drayton. Il occupe des postes importants dans plusieurs des entreprises de Drayton dans les années qui suivent.
Sa carrière prend un mauvais tour au début des années 1960, lorsque Drayton lui confie la London and Rhodesia Mining and Land Company (rebaptisée par la suite Lonrho), une compagnie minière qui opère en Afrique australe. Avec l'aide d'un entrepreneur anglo-allemand nommé Tiny Rowland, Ogilvy parvient à redresser la situation de la compagnie, mais la manière dont Rowland gère ses affaires suscite de nombreuses critiques dans les cercles financiers et politiques, en particulier dans le contexte des sanctions imposées à la Rhodésie après sa déclaration d'indépendance unilatérale. En 1973, le premier ministre Edward Heath décrit cette affaire comme un reflet du « côté déplaisant et inacceptable du capitalisme ». Accusé de négligence et d'indécision, Ogilvy finit par prendre ses distances vis-à-vis de Drayton et démissionne de ses différents postes au milieu des années 1970,.
Ogilvy se consacre par la suite à des activités philanthropiques, en particulier dans le cadre du Prince's Trust. La reine Élisabeth II le fait chevalier de l'Ordre royal de Victoria en 1989, puis membre du Conseil privé en 1997. Il meurt des suites d'un cancer de la gorge à l'hôpital de Kingston upon Thames en 2004, à l'âge de soixante-seize ans. Ses funérailles se déroulent le 5 janvier 2005 en la chapelle Saint-Georges du château de Windsor, il est inhumé au cimetière royal (en) de Frogmore, à Windsor.

## Mariage et descendance
Angus Ogilvy se marie le 24 avril 1963 avec la princesse Alexandra de Kent en l'abbaye de Westminster. Il décline à cette occasion le titre de comte que lui propose la reine Élisabeth II. 
De ce  mariage naissent deux enfants :
- James Ogilvy (né le 29 février 1964), marié en 1988 avec Julia Rawlinson, dont :
  - Flora Vesterberg (née Ogilvy en 1994), elle épouse Timothy Vesterberg en 2020
  - Alexander Ogilvy (1996)
- Marina Ogilvy (née le 31 juillet 1966), mariée en 1990 avec Paul Mowatt (divorcés en 1997), dont :
  - Zenouska Mowatt (1990)
  - Christian Mowatt (1993)

Tous deux, ainsi que leurs enfants, figurent dans l'ordre de succession au trône britannique. James ainsi que son fils Alexander figurent également dans l’ordre de succession pour le titre de comte d'Airlie.